# مرکز تورنتو-دومینیون
مرکز تورنتو-دومینیون یا مرکز تی‌دی (به انگلیسی: Toronto-Dominion Centre) مجموعه‌ای از ساختمان‌های واقع در مرکز شهر تورنتو، اونتاریو با مالکیت کادیلاک فرویو (Cadillac Fairview)، شامل شش برج و یک پاویون است که با نمای شیشه‌ای و فولادی ساخته شده‌است. این مجموعه به عنوان مرکز جهانی بانک تورنتو-دومینیون شناخته می‌شود. همچنین بخشی از فضاهای اداری و تجاری حرفه‌های دیگر را در خود جای داده است. در این مجموعه که بزرگترین مجموعه کانادا به شمار می‌رود، نزدیک به ۲۱هزار نفر مشغول به کار هستند.
پروژه از آنجایی آغاز شد که آلن لمبرت، مدیرعامل و رئیس هیئت مدیره سابق بانک تورنتو-دومینیون به همراه فیلیس لمبرت، میس فان در روهه را به عنوان مشاور طراحی به شرکت معماری جان بی پارکین و شرکا و برگین و هامن، و همچنین شرکت فرویو را به عنوان پیمانکار، پیشنهاد کردند. ساخت برج‌ها بین سال‌های ۱۹۶۷ و ۱۹۹۱ به پایان رسید، با ساختمانی اضافه که خارج از محوطه ساخته شده بود و بعداً در سال ۱۹۹۸ خریداری شد. سازمان میراث فرهنگی اونتاریو در سال ۲۰۰۳، بخشی از این مجموعه را که فیلیپ جانسون از آن به عنوان «بزرگترین میس در دنیا» یاد کرده‌است، به عنوان میراث فرهنگی اعلام کرد.

## طراحی

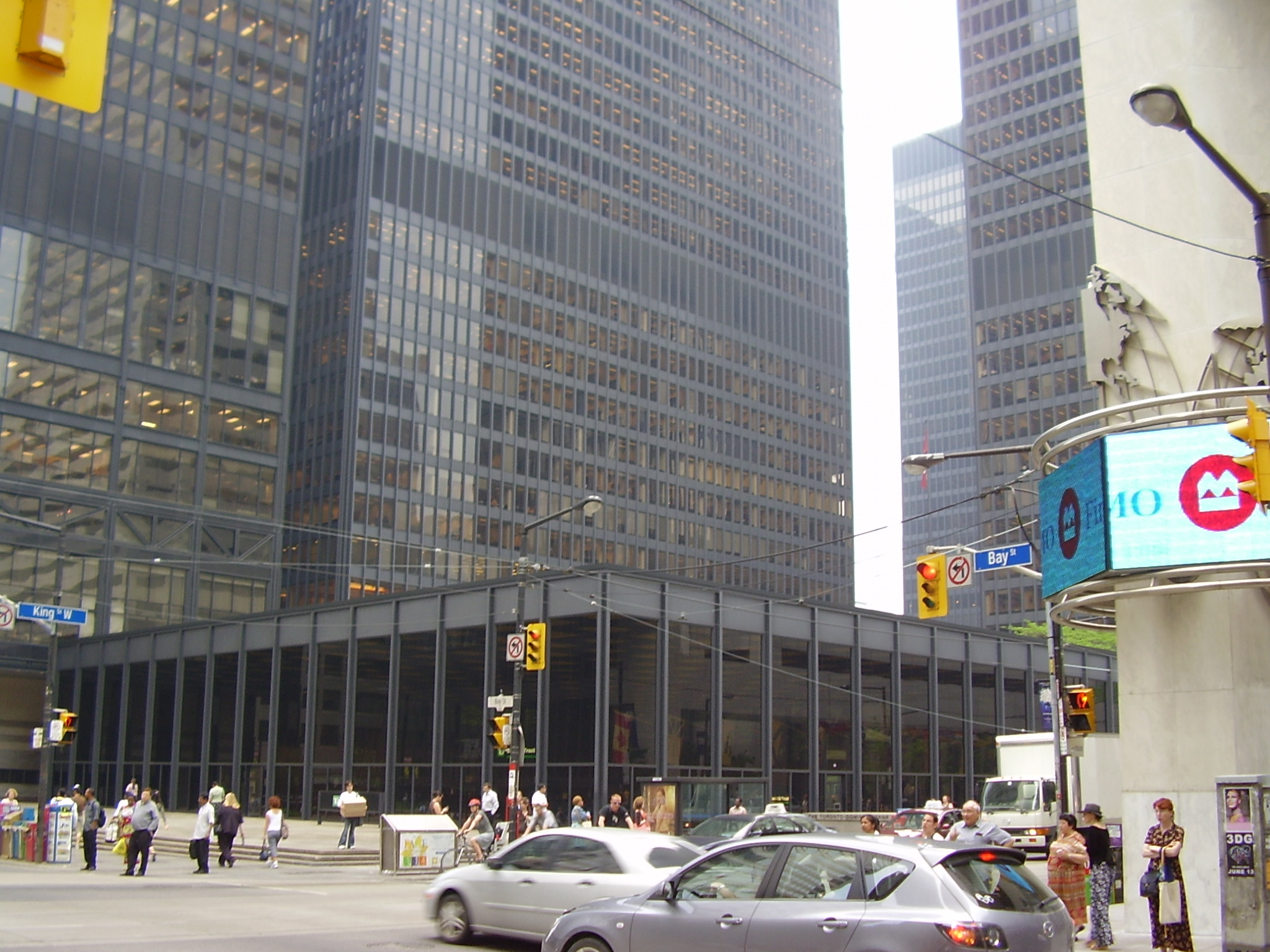
منظرهٔ مرکز تورنتو-دومینیون از خیابان کینگ و بِی

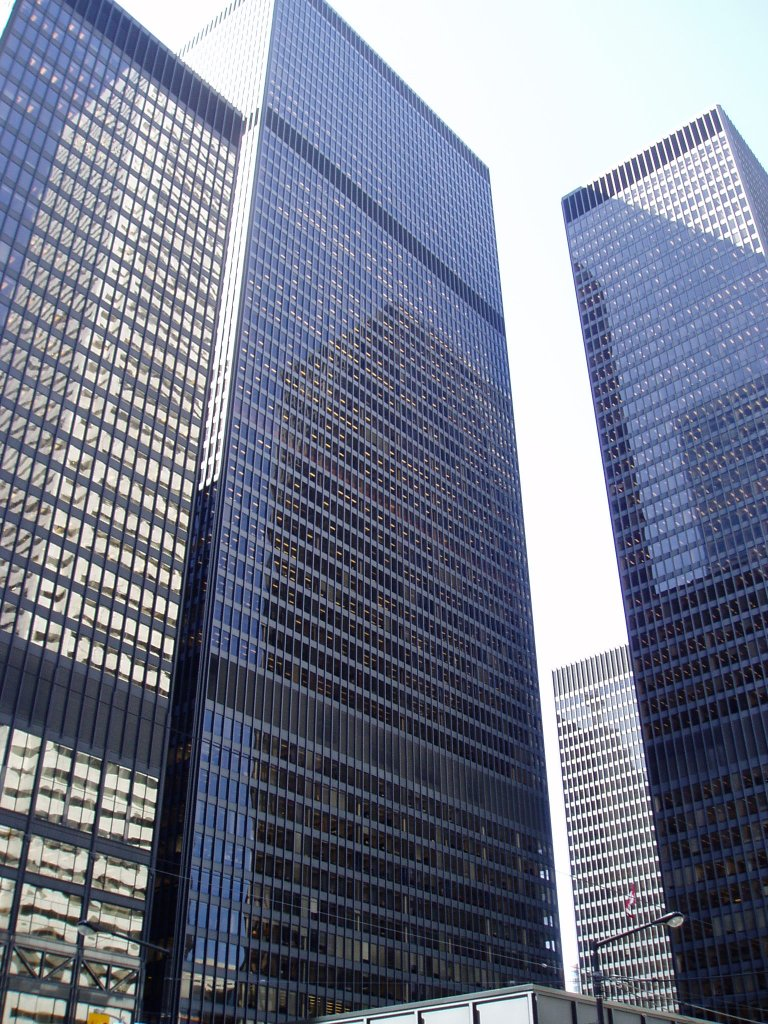
سه تا از برج‌های مرکز تونتو-دومینیون

با وجود اینکه به میس فان در روهه، آزادی کامل در طراحی این مجموعه داده شده بود، اما این پروژه نمونه‌ای کلاسیک از رویهٔ او در زمینهٔ سبک بین‌المللی است و نقطه نهایی تکامل میس در آمریکای شمالی به شمار می‌رود که با ساختمان سیگرام در سال ۱۹۵۷ در نیویورک آغاز شد.

### سایت و اصل حاکم
مرکز تی دی مانند ساختمان سیگرام و تعدادی از پروژه‌های بعدی میس، از زمینهٔ ساختمان با نمای شیشه و فولادی تیره و بسیار منظم پیروی می‌کند که در فضای بازی که بافت فشرده و نامنظم شهری احاطه‌اش می‌کنند واقع شده‌است. در سال‌های بعدی ساختمان‌های دیگری نیز در محدوده خارج از سایت اصلی اضافه شدند. اگرچه این ساختمان‌ها جزو برنامهٔ کلی میس برای مرکز تی دی نبود، اما به دلیل نزدیکی زیاد، حس فضایی را در مرکز مجموعه تحت تأثیر قرار می‌دهند.

## برج‌ها
ارتفاع هر کدام از برج‌های میس در تناسب با طول و عرضشان است، هر چند که ارتفاع متفاوتی دارند. سازه فولادی شامل هسته مرکزی است که آسانسورها، پلکان‌ها، سرویس‌های بهداشتی و فضاهای خدماتی دیگری را در خود جای داده است. کف طبقات ترکیبی از بتن و عرشهٔ فولادی است.
تمامی مبلمان و فضاهای داخلی برج‌ها نیز توسط میس طراحی شده‌است و شاهد آن وجود تخته‌های بزرگ چوبی بدون تزئین، قفسه‌های ساده به عنوان پارتیشن، میزهای چوبی و مبلمانی مثل صندلی بارسلونا است.

## فضای تجاری
شعبهٔ بانک سازه‌ای به ارتفاع دو طبقه است که پانزده مُدول ۲۲٫۹ مترمربعی را در فضای داخلی خود جای داده است. طبقات زیرین ساختمان فروشگاه قرار دارد که در زیر لابی اصلی واقع شده‌است. در این مکان نیز همه چیز با هدف حفظ زیبایی شناسی منظم و یک دست محیط توسط میس طراحی شده‌است. میس شرط کرد که ورودی فروشگاه‌ها باید تنها از پنل‌های شیشه‌ای و آلومینیوم سیاهی که او مشخص کرده، ساخته شوند. حتی سردر و علامت فروشگاه‌ها نیز به حروف سفید روی پنل سیاه آلومینیومی محدود شده بود، آن هم با قلم خاصی که میس برای مرکز تی دی طراحی کرده بود.